# Айлар Дьянаті Лі
Айлар Дьянаті Лі (нар. 12 лютого 1984) — норвезька модель, співачка й колишня порноакторка перського походження. Зараз працює в індустрії музики як співачка й акторка у відеокліпах. Кілька разів з'являлася в кліпах шведського діджея Basshunter. Стала відомою завдяки зйомкам у норвезькому фільмі «Великий брат».
Вільно володіє норвезькою, перською і англійською мовами.

## Життєпис
Айлар Лі народилася в Тегерані, а у віці двох років переїхала до Норвегії. Вона була вихована норвезькими та іранськими прийомними батьками.

### Порноіндустрія
Знялася в кількох порнофільмах під псевдонімом Diana, після чого вийшла з порноіндустрії і стала моделлю.
Брала участь у конкурсі Міс Норвегія в 2004 році, але була дискваліфікована, коли стало відомо, що вона знімалася у порно (учасниці конкурсу не мають права з'являтися без одягу в будь-якій комерційній продукції або публікації). Через порноминуле вона була об'єктом постійної критики і не змогла відвідати свого батька в Ірані, звідки отримувала погрози фізичної розправи.

## Фільмографія
Порнографічні фільми
- 2002: Throat Gaggers 3
- 2002: Pink Pussycats 1
- 2002: Breakin' 'Em In 3
- 2002: Brand New 1
- 2002: Eighteen 'N Interracial 2
- 2002: Just Over Eighteen 5
- 2002: Little White Chicks… Big Black Monster Dicks 17
- 2002: Racks and Blacks Going into Your Flaps
- 2003: Cum Dumpsters 3
- 2003: Cock Smokers 49

Кіно
- 2009: Dådyr
- 2010: Юхан-скиталець

Відеокліпи
- 2007: Basshunter — Now You're Gone
- 2007: Yousef feat. Aylar — Mamacita
- 2008: Basshunter — All I Ever Wanted
- 2008: Basshunter — Angel in the Night
- 2008: Basshunter — I Miss You
- 2009: Basshunter — Every Morning
- 2009: Basshunter — I Promised Myself
- 2009: Basshunter — Jingle Bells
- 2010: Arash feat. Timbuktu[en], Aylar & YAG — Dasa Bala
- 2010: Aylar Lie feat. Ocean Drive — Some People
- 2012: Basshunter — Northern Light
- 2012: Arash feat. Sean Paul — She Makes Me Go